# Moscheea-Catedrală din Córdoba
Moscheea-Catedrală din Córdoba (în limba spaniolă Mezquita-Catedral de Córdoba), cunoscută oficial drept Catedrala Adormirii Doamnei Noastre (Catedral de Nuestra Señora de la Asunción)  este o catedrală romano-catolică din orașul Córdoba, Spania. La origine, aceasta era o mare moschee de secol VIII, transformată în catedrală în timpul Recuceririi spaniole. Din acest motiv mai este cunoscută ca Moscheea din Córdoba (Mezquita de Córdoba) sau La Mezquita (Moscheea). În prezent, este sediul Diecezei Romano-Catolice de Córdoba și cel mai reprezentativ monument al orașului.

## Istorie

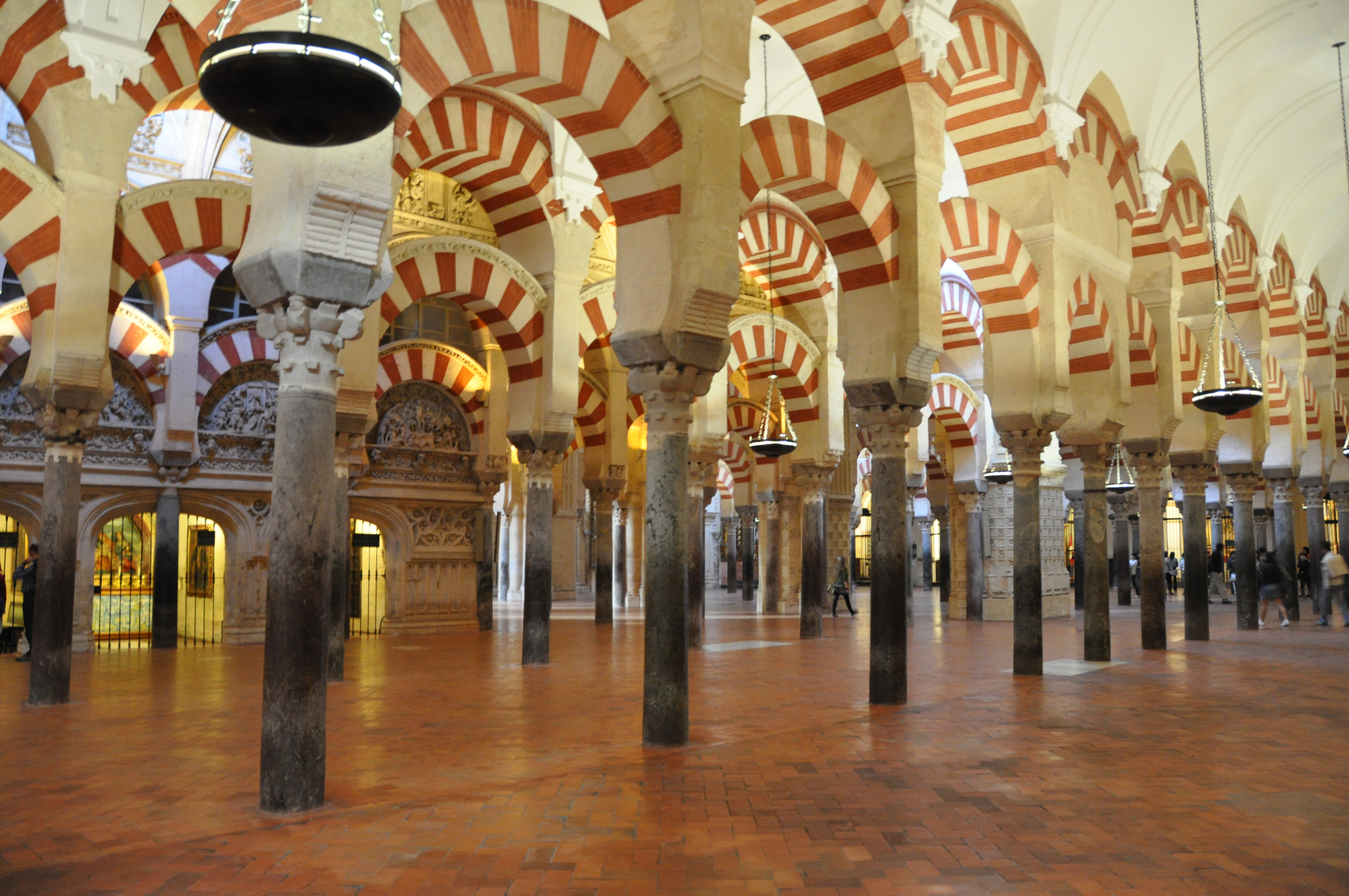
Celebra sală hipostilă.

În anul 711, armatele musulmane din Africa de Nord pătrund în Peninsula Iberică și distrug Regatul Vizigot. În zona orașului Córdoba, pe locul actualei moschei-catedrale, se presupune că exista o mică biserică vizigotă cu hramul Sfântului Vincențiu. O scurtă perioadă, biserica ar fi fost împărțită între creștini și musulmani pentru a-și desfășura fiecare ritualurile religioase acolo. Ulterior, emirul Abd er-Rahman I (756-788) a decis demolarea bisericii și construirea unei mari moschei în anul 784. Această relatare este consemnată de către istoricul arab de secol X, Aḥmad ibn Muḥammad ibn Mūsa Al-Rāzī (d.955). Unii cercetători cred că Al-Razi a inventat povestea datorită asemănării izbitoare cu istoria Marii Moschei din Damasc a dinastiei Ummayade, de la care se revendicau emirii din Córdoba. În orice caz, relatarea are un sâmbure de adevăr deoarece săpăturile arheologice din apropierea actualului edificiu au scos la iveală câteva frgmente ale unei clădiri vizigote precedente.
Ambiția emirului Abd er-Rahman I era ca prin construcția acestei moschei să își arate autoritatea și independența față de califii abbasizi și totodată, să creeze un edificiu ce ar fi rivalizat cu marile moschei din Bagdad, Damasc sau Ierusalim. Tradiția spune că emirul a cumpărat vechea biserică vizigotă de la creștini pentru a-și construi marea moschee și le-a permis să construiască alte trei mici biserici. În anul 788, moscheea ar fi fost finalizată, rezultând o clădire dreptunghiulară, cu o sală spațiosă, cu coloane, o curte extinsă și un minaret. Ulterior, între anii 833-848, moscheea a fost extinsă de către emirul Abd er-Rahman al II-lea (822-852). O nouă extindere a avut loc între anii 961-966, din ordinul emirului Al-Hakam al II-lea. Ultima extindere considerabilă a avut loc între anii 991-994 și a fost comandată de către Al-Mansur, cancelarul califului Hisham al II-lea (976-1009; 1010-1013). A rezultat cea mai mare moschee din lumea musulmană, de la acel moment și cea mai importantă din Califatul Córdoba și Peninsula Iberică. Ca arhitectură, moscheea urmărea îndeaproape modelul Marii Moschei din Damasc.

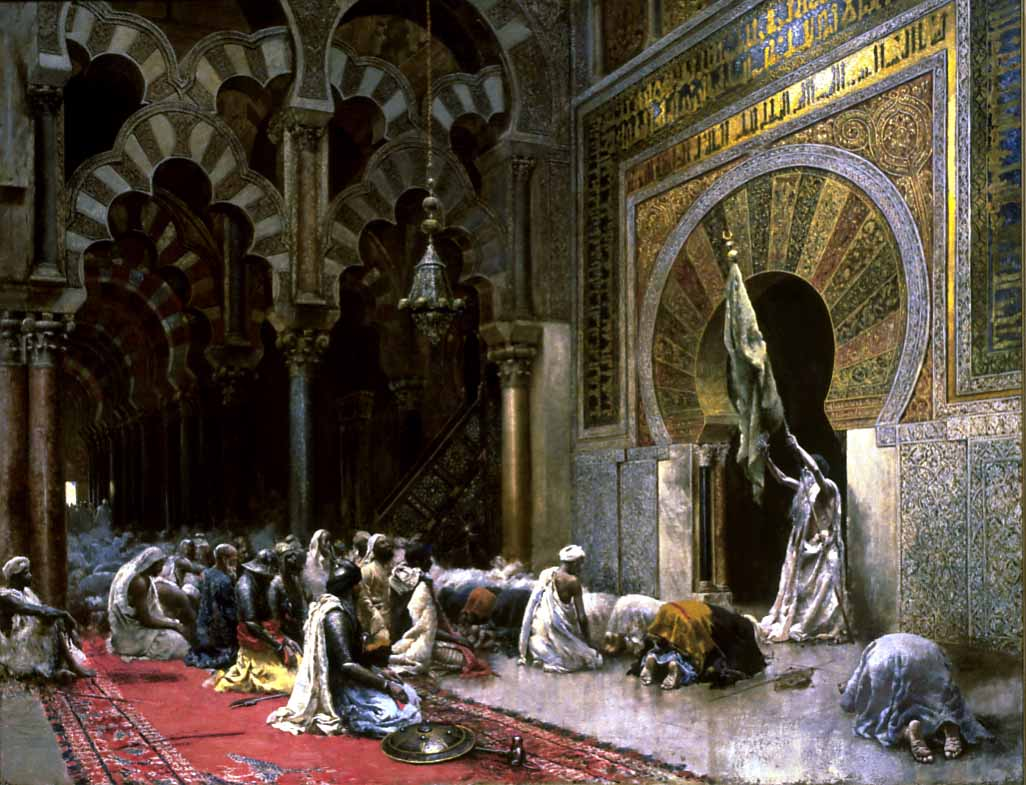
Pictură de Edwin Lord Weeks, reprezentând chemarea maurilor la luptă împotriva spaniolilor, cca.1880.

În timpul Recuceririi spaniole, în anul 1236, regele Ferdinand al III-lea de Castilia (1217-1252) și armata sa reușesc să-i înfrângă pe maurii din Córdoba și să ocupe orașul. În acest context, marea moschee, cel mai impunător edificiu islamic din Peninsula Iberică, este transformat în biserică, devenind catedrală episcopală. Primul episcop de Córdoba de după "recucerire" a fost Lope Fitero (d.1245), consacrat de către Papa Grigore al IX-lea. Regii creștini de după Ferdinand al III-lea, în special Alfonso al X-lea (1252-1284) și Henric al II-lea (1366-1367), au adăugat edificiului diferite elemente arhitecturale, între care diferite capele anexe. Minaretul a fost transformat într-un turn-clopotniță. În mare, vechea moschee a rămas neatinsă, fără modificări majore, până în vremea regelui Carol al V-lea (1516-1552). El a permis construirea unei capele în stil renascentist în centrul moscheii. Ulterior, după ce a văzut rezultatul, regele ar fi exclamat, crticându-și arhitecții: "Ați distrus ceva unic pentru a face ceva comun!". Dealtfel, mulți istorici, critici de artă și specialiști în istoria arhitecturii consideră construirea acelei capele în centrul moscheii drept o "mutilare". În anul 1589, după o furtună puternică, minaretul a fost grav avariat și a trebuit refăcut.
În jurul anilor 1931-1932, poetul și politicianul pakistanez Mohammed Iqbal a vizitat monumentul și la rugămintea sa, autoritățile i-au permis să facă chemarea musulmană la rugăciune și să se roage în fosta moschee. În anul 1984, edificiul a intrat pe lista monumentelor patrimoniului mondial UNESCO. În prezent, este principală atracție a orașului și cea mai importantă moștenire a epocii musulmane din Spania.

## Arhitectură
Moscheea-Catedrală este foarte populară pentru sala ei hipostilă. Ea cuprinde 856 de coloane masive din jasp, marmură, granit și onyx. Se crede că unele dintre aceste materiale ar fi fost aduse de la anticul amfiteatru roman de la Mérida. În interior, predomină culorile negru, alb și roșu. Mihrabul este masiv, bogat decorat cu o serie de caligrafii arabe aurii cu versete din Coran. El se află în partea sudică a edificiului. În zona centrală, se află spațiul catolic de cult propriu-zis, nava bisericească de secol XVI în stil renascentist, cu numeroase altare, statui și strane. Moscheea-Catedrală este o clădire imensă și are în jur de 20 de intrări.

## Galerie de imagini

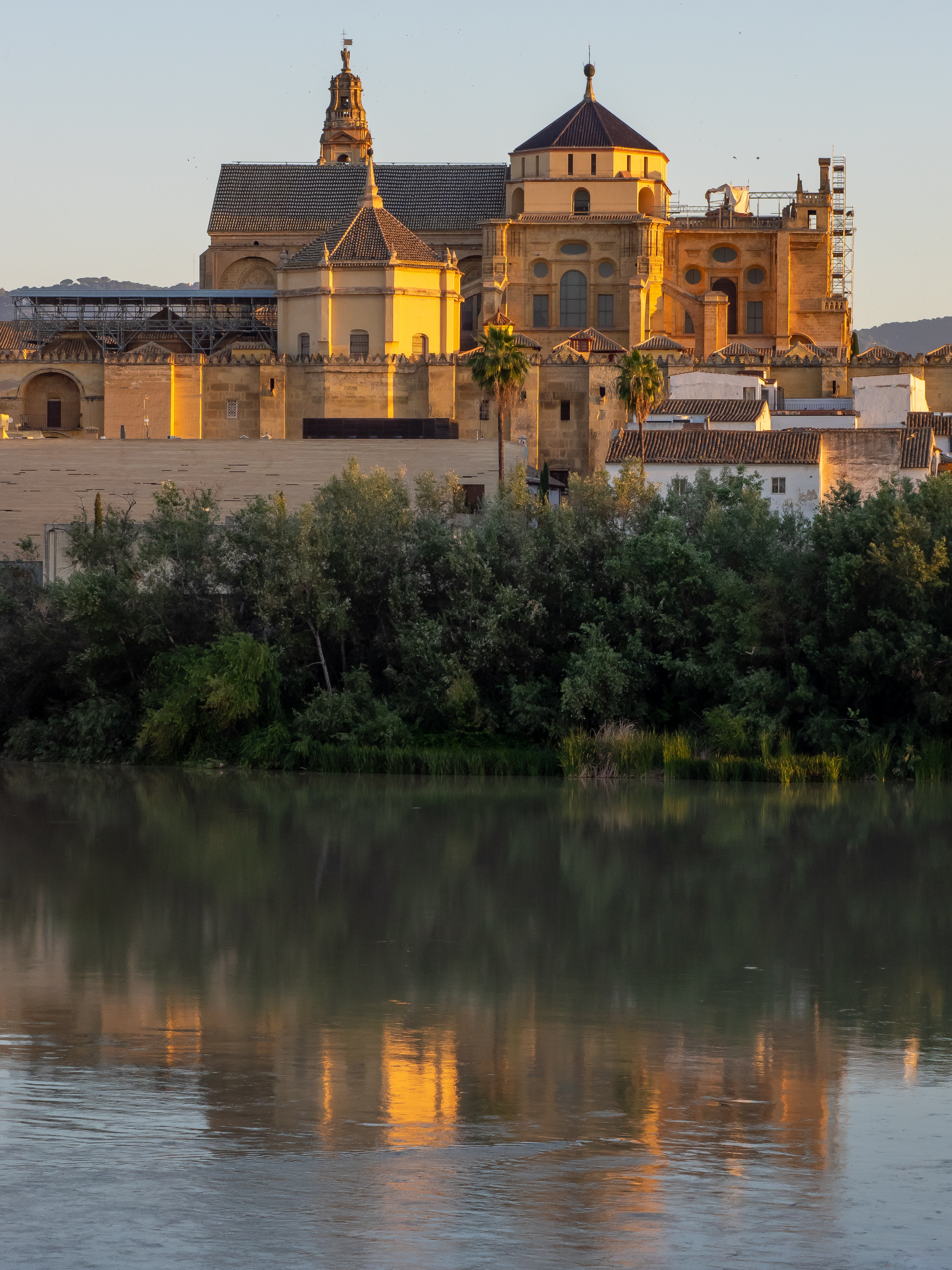
Vedere de pe fluviul Guadalquivir.
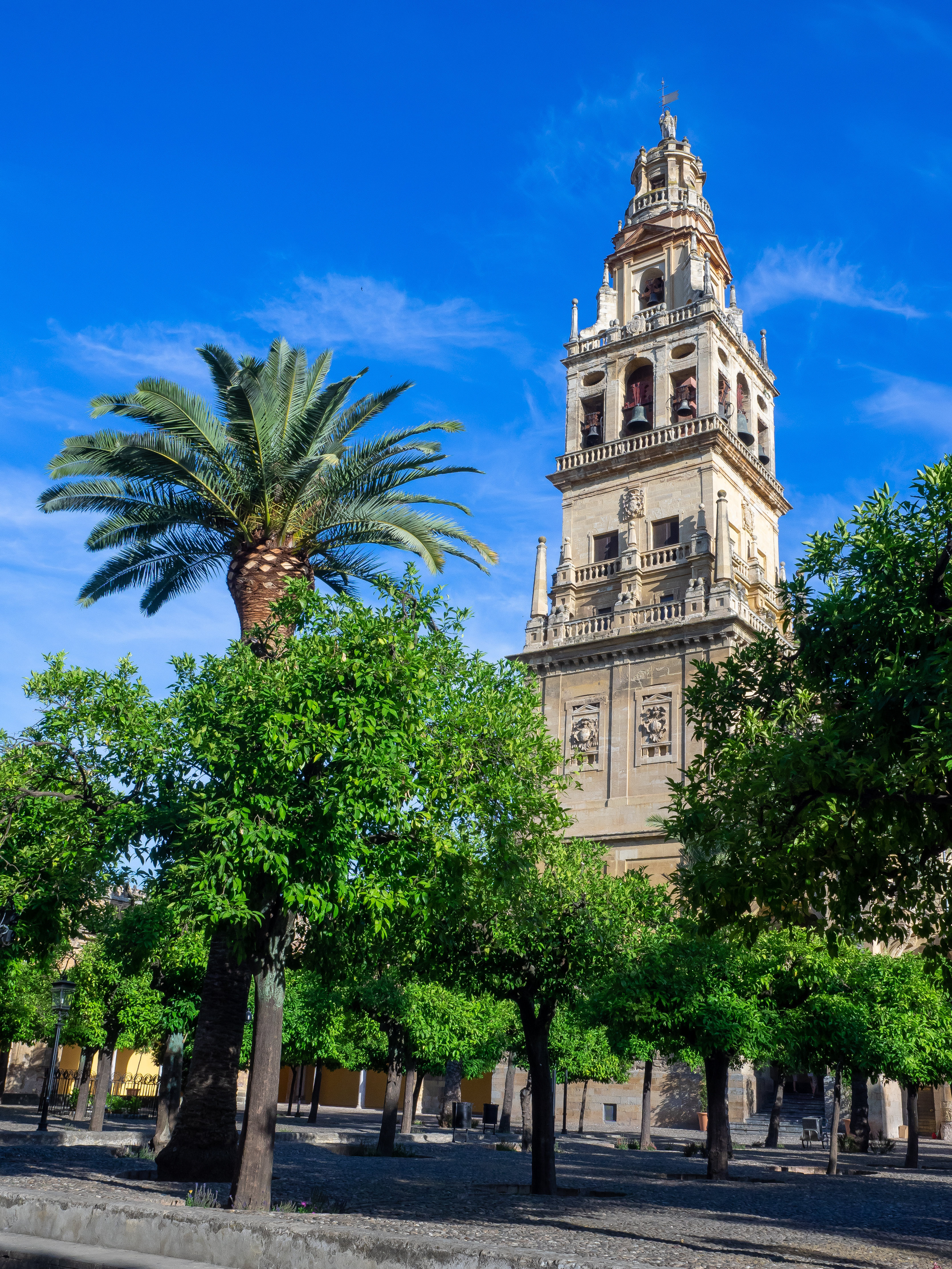
Clopotnița.
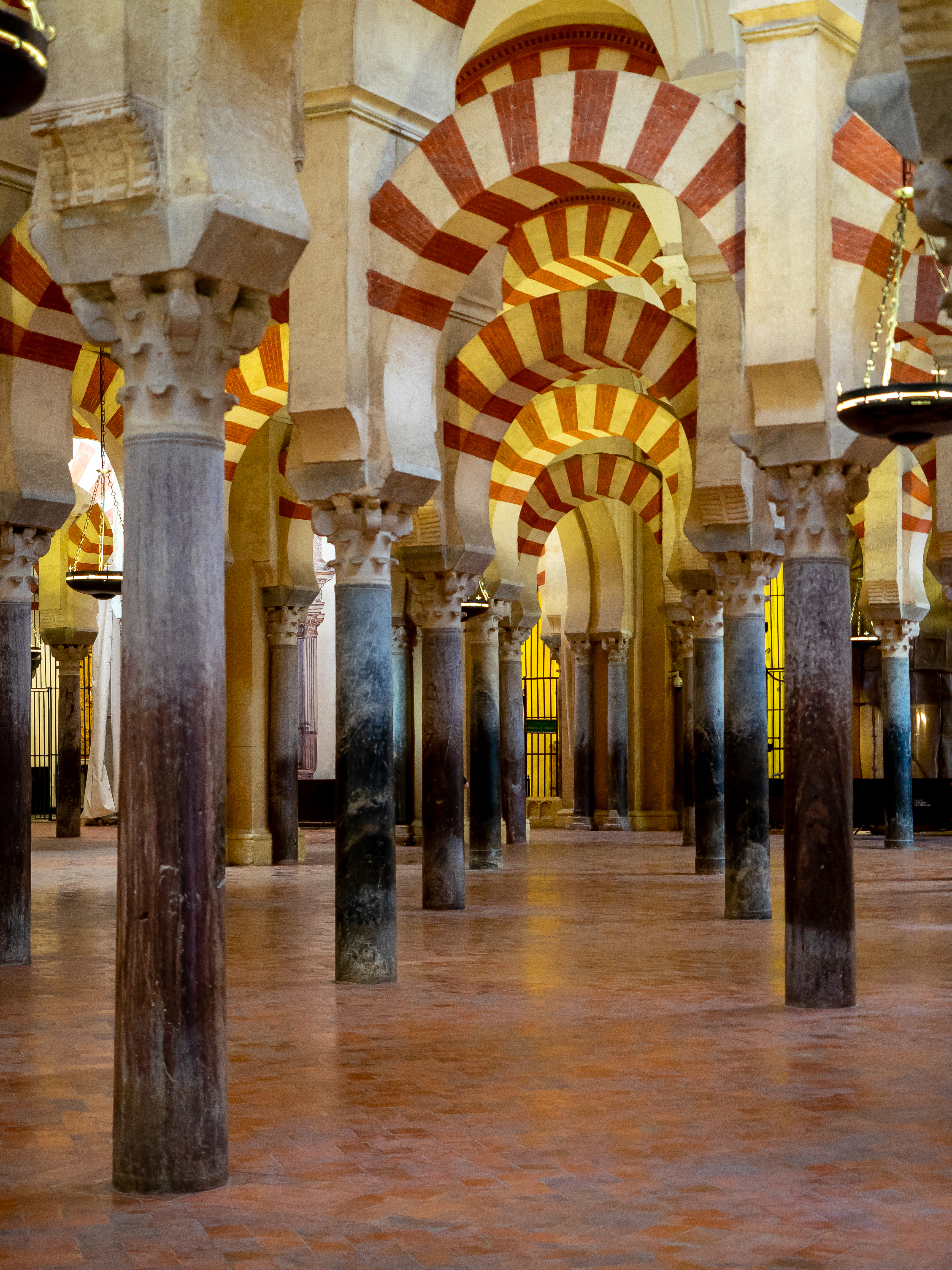
Coloane.
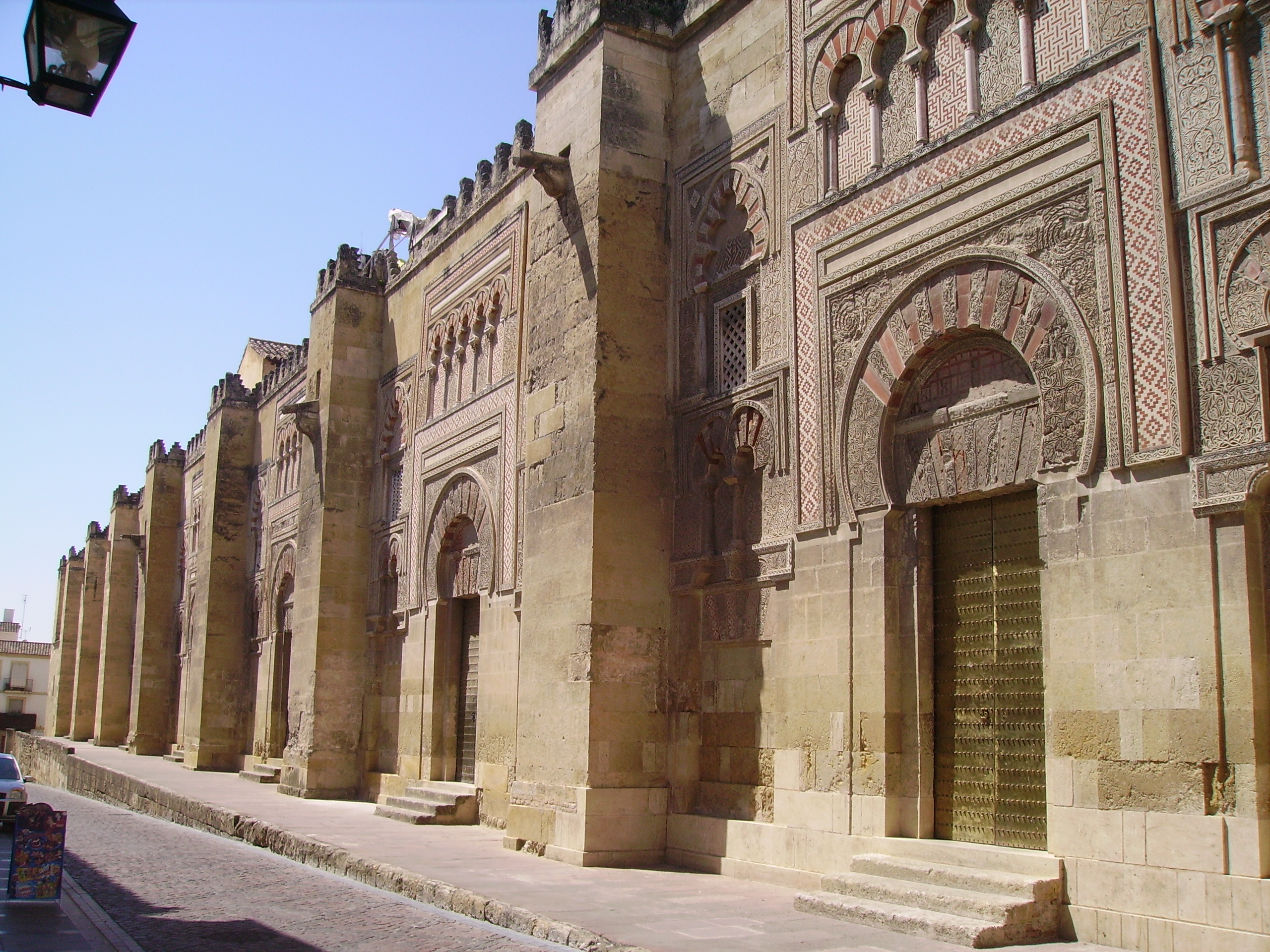
Fațada estică.
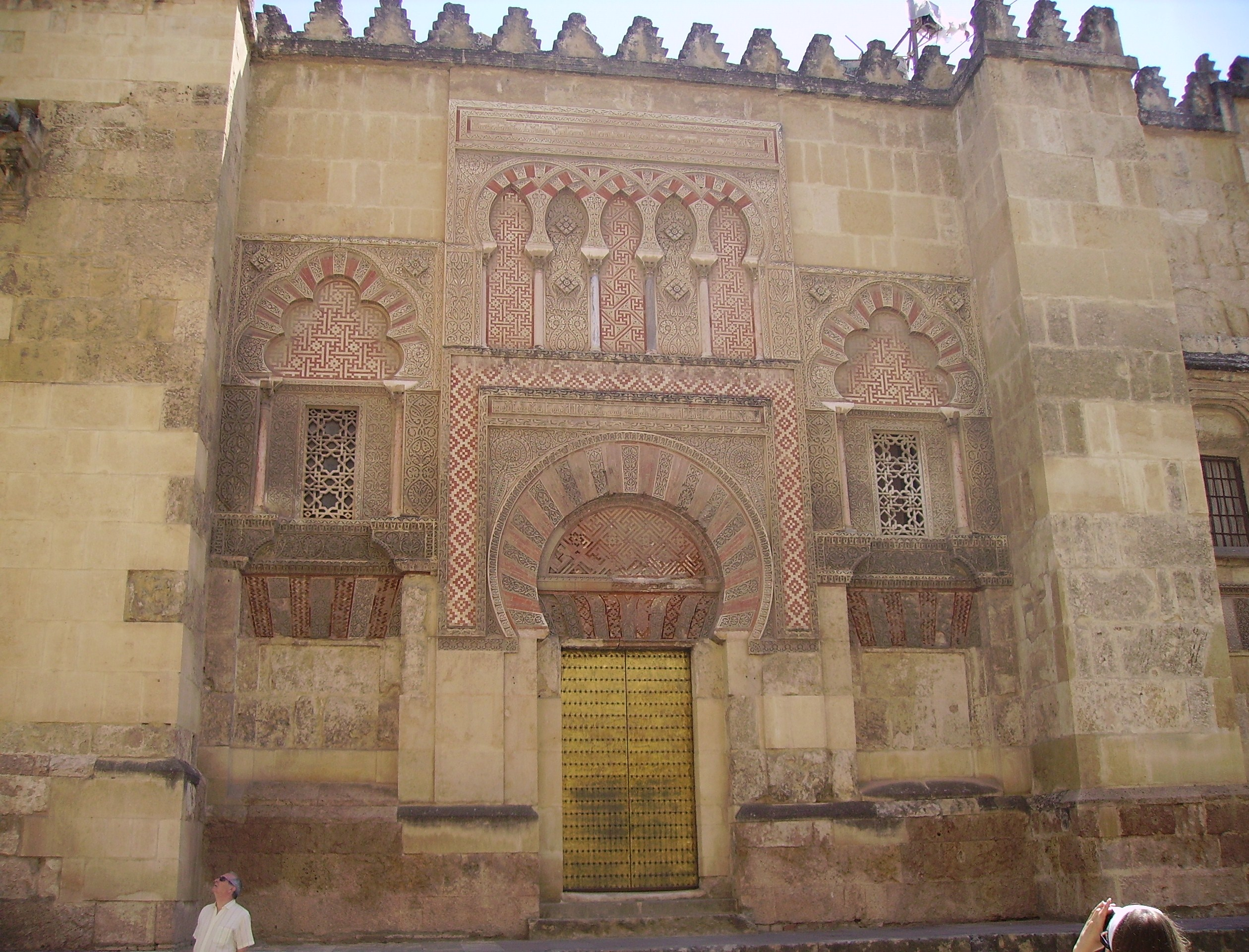
Poartă laterală.
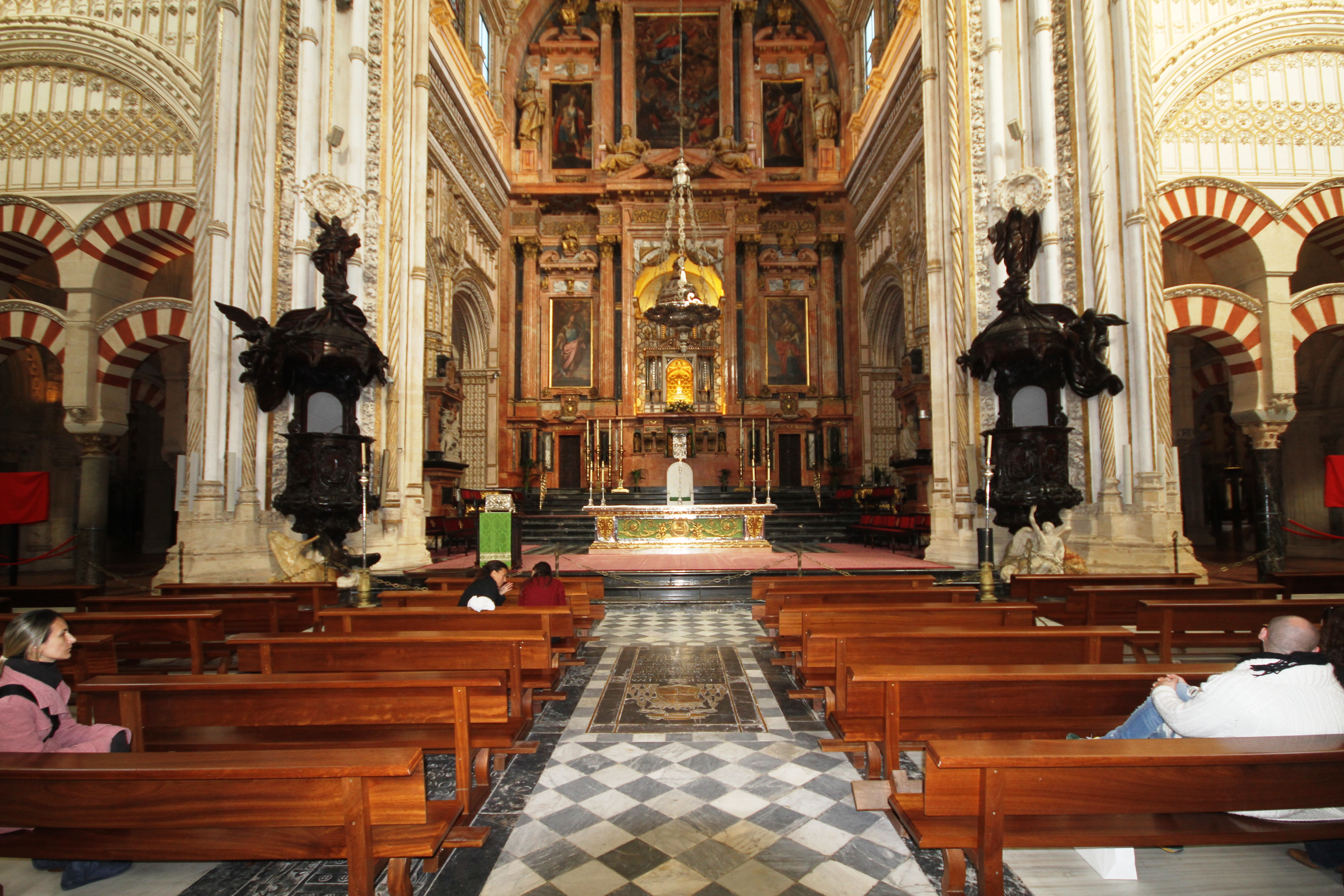
Nava centrală.
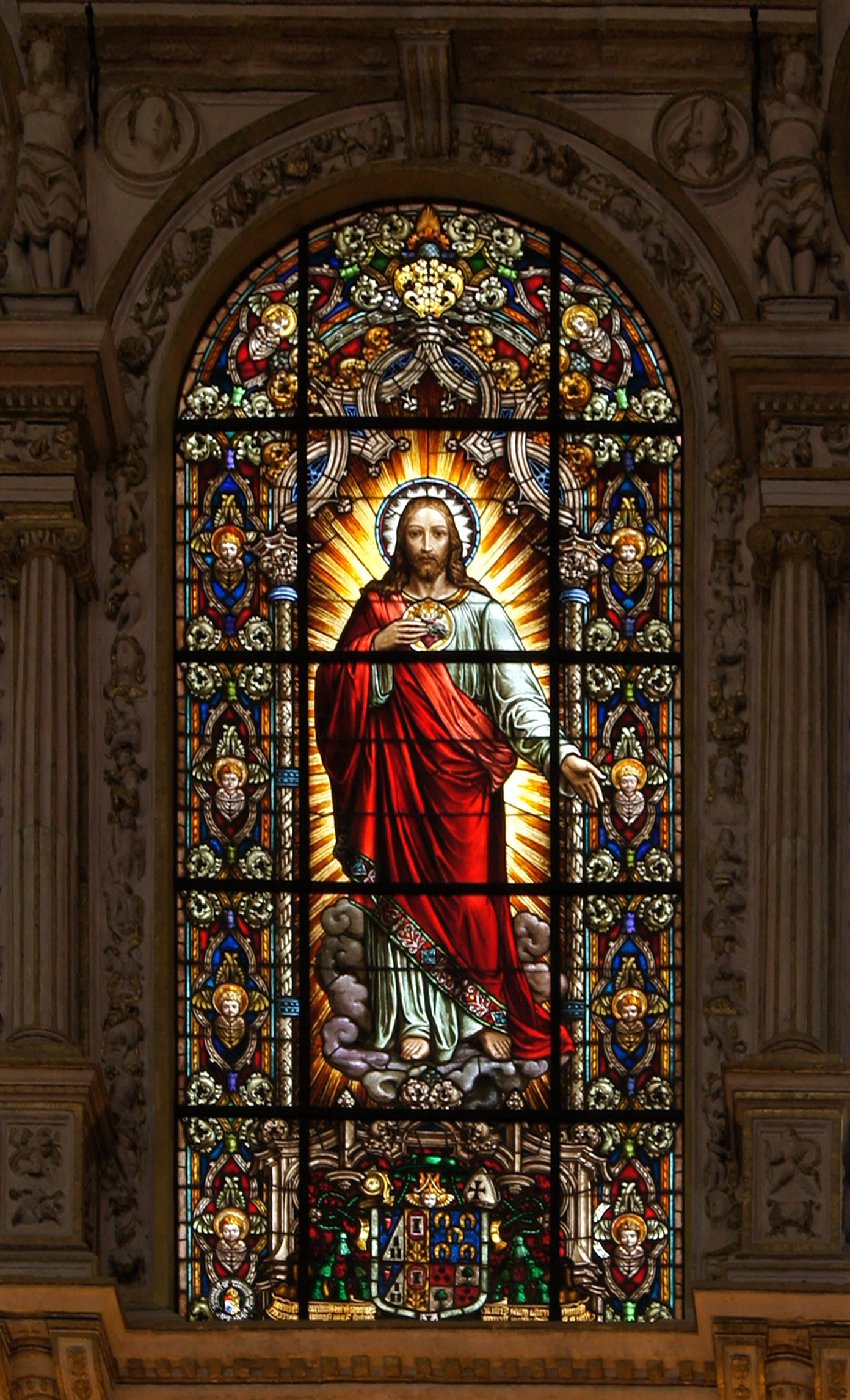
Vitraliu.
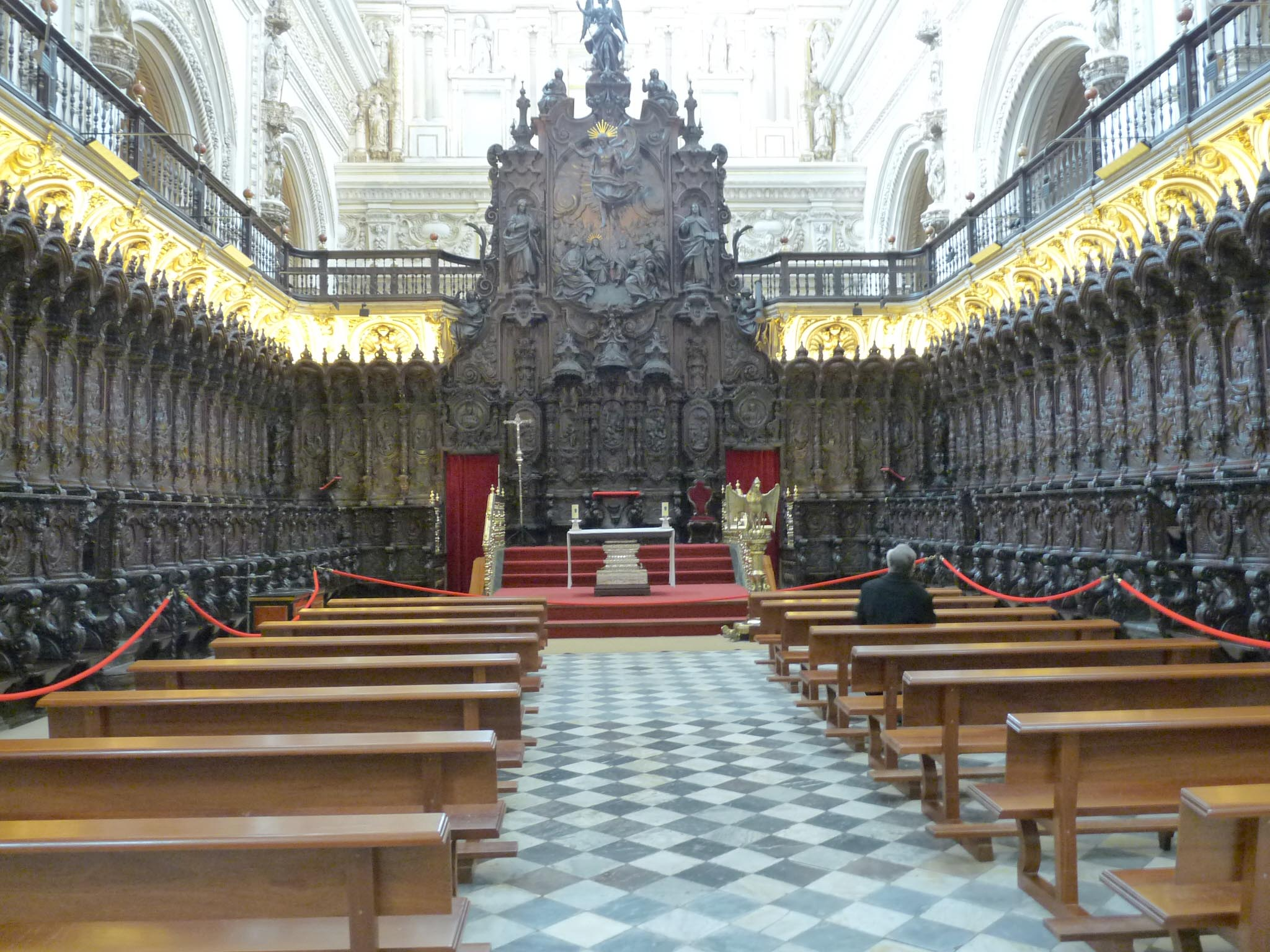
Corul catedralei.
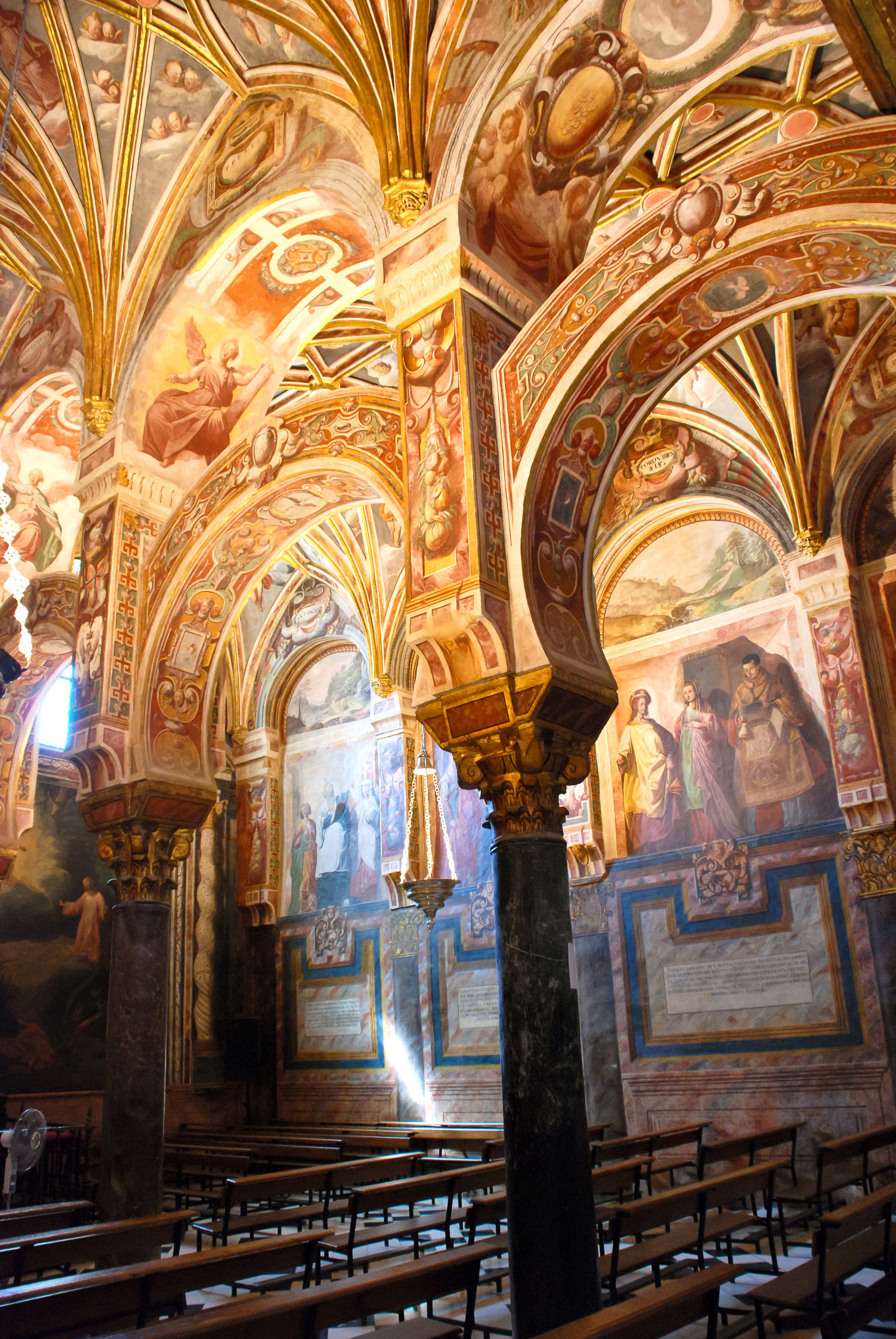
Coloane pictate.
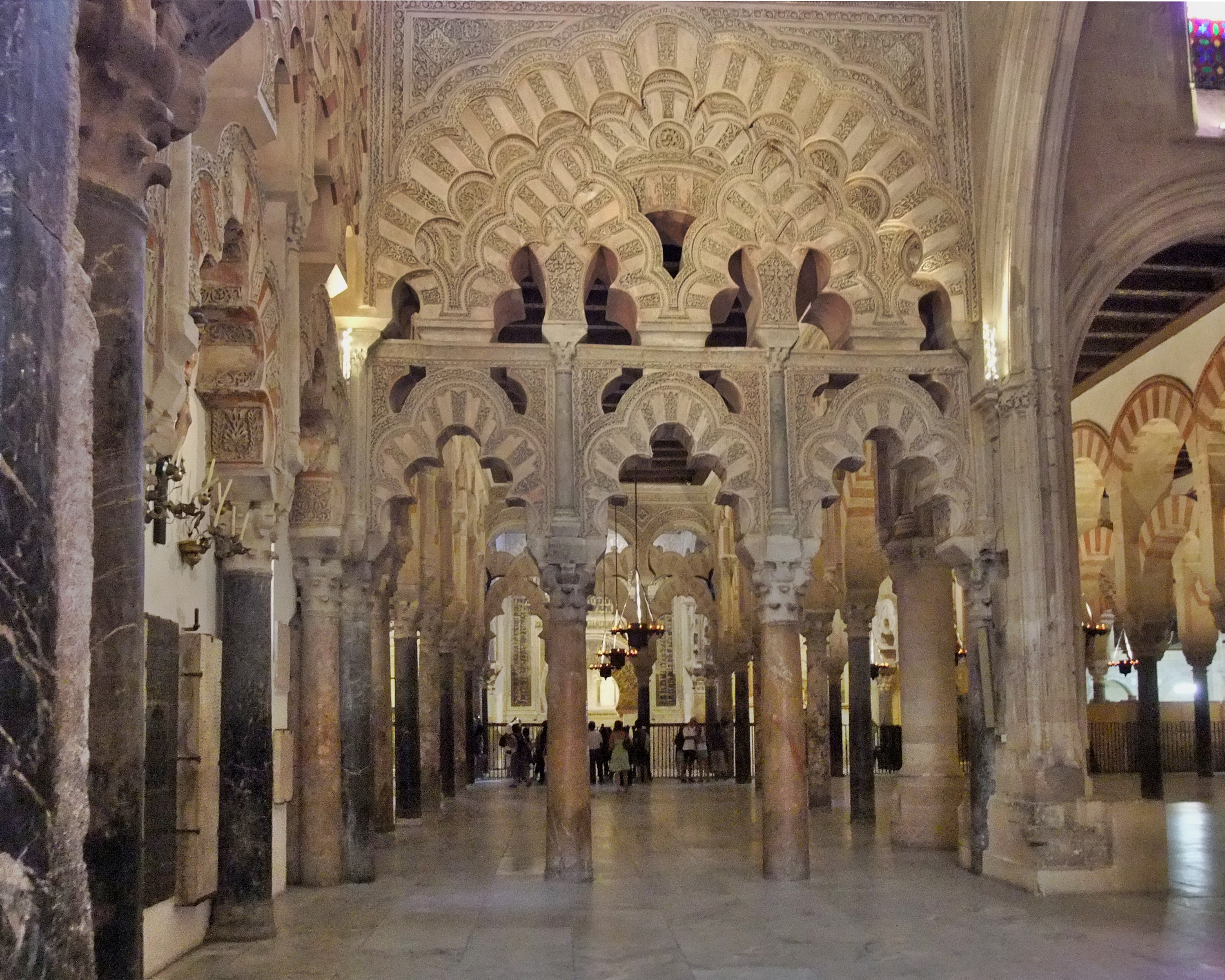
Arcuri în zona sudică.
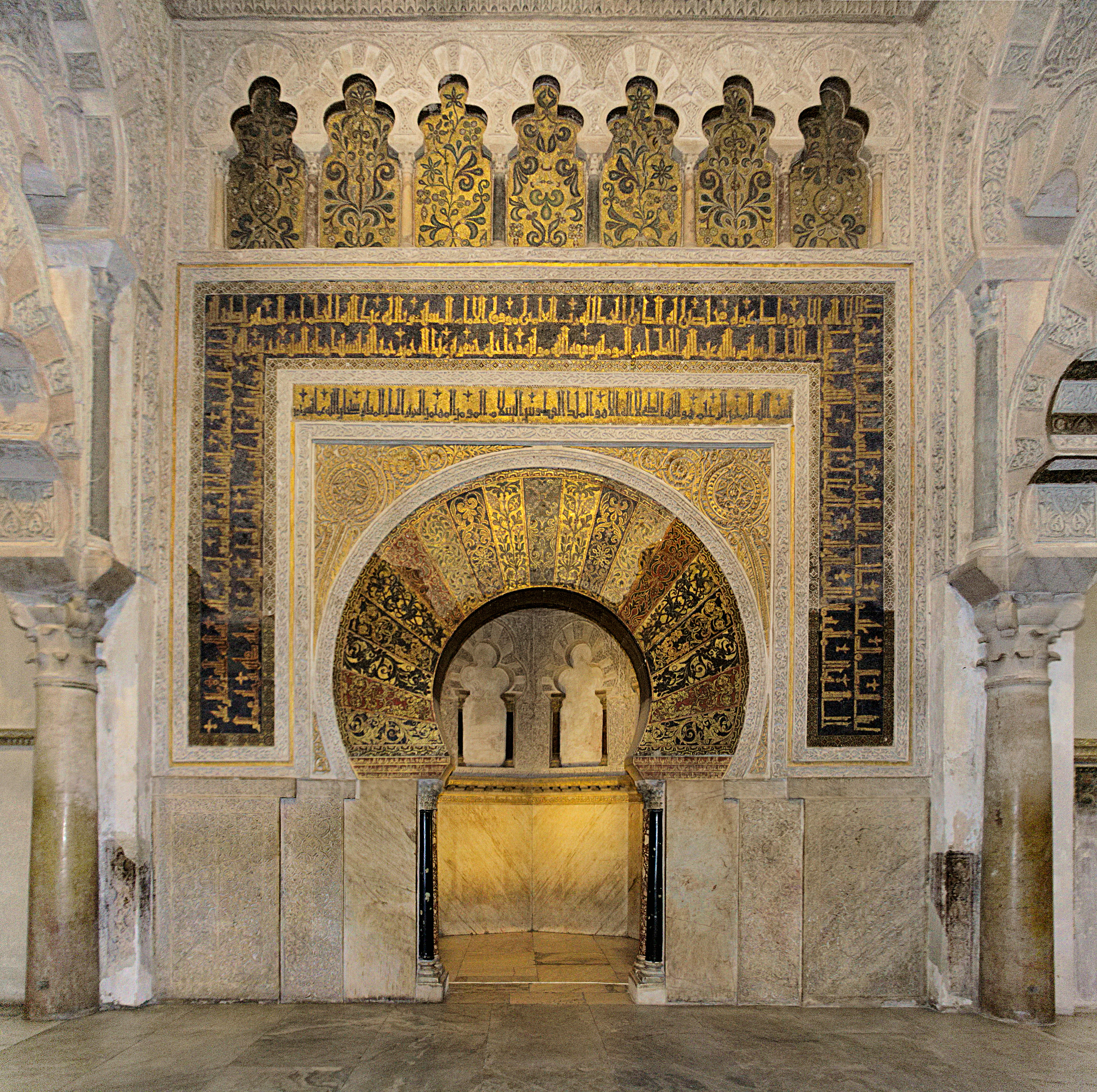
Mihrabul
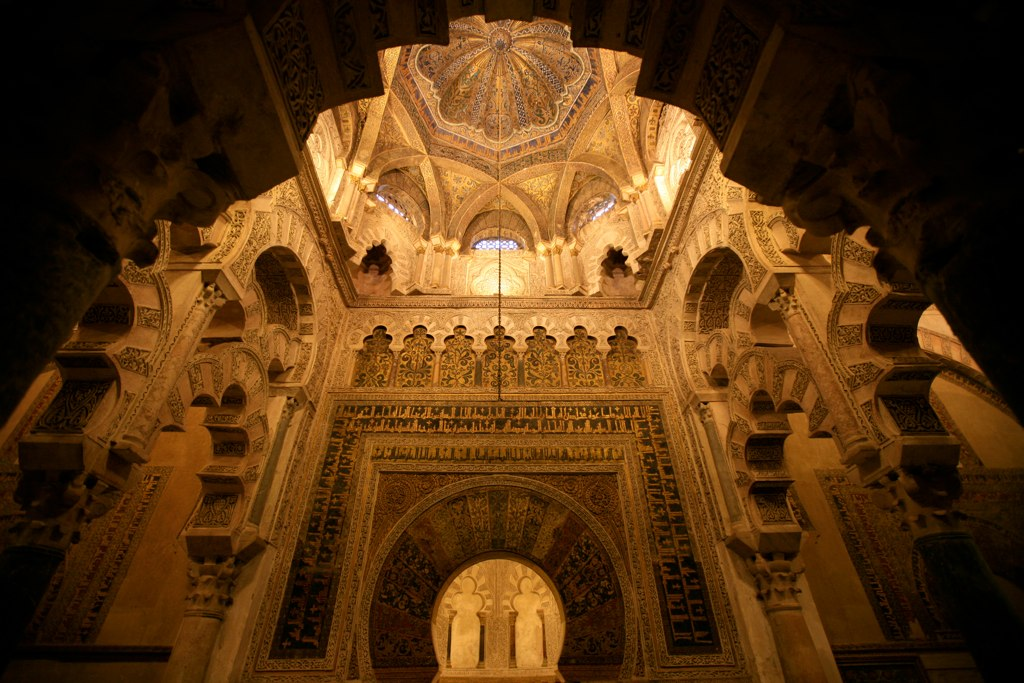
Domul sudic.